# Área micropolitana de Lewistown
El área micropolitana de Lewistown,  y oficialmente como Área Estadística Micropolitana de Lewistown, PA µSA tal como lo define la Oficina de Administración y Presupuesto, es un Área Estadística Micropolitana centrada en la localidad de Lewistown en el estado estadounidense de Pensilvania. El área micropolitana tenía una población en el Censo de 2010 de 46.682 habitantes, convirtiéndola en la 273.º área micropolitana más poblada de los Estados Unidos. El área micropolitana de Lewistown comprende el condado de Mifflin, siendo Lewistown la localidad más poblada.

## Composición del área micropolitana

### Boroughs
| - Burnham - Juniata Terrace - Kistler | - Lewistown - McVeytown - Newton Hamilton |

### Municipios
| - Municipio de Armagh - Municipio de Bratton - Municipio de Brown - Municipio de Decatur - Municipio de Derry | - Municipio de Granville - Municipio de Menno - Municipio de Oliver - Municipio de Union - Municipio de Wayne |

### Lugares designados por el censo
Lugares designados por el censo son áreas geográficas designado por la Oficina del Censo de los Estados Unidos con propósitos para datos geográficos. Ellos no están bajo la jurisdicción de las leyes de Pensilvania.
| - Allensville - Alfarata - Atkinson Mills - Belleville - Barrville - Cedar Crest | - Church Hill - Highland Park - Milroy - Reedsville - Yeagertown |